# USA Racer
USA Racer (ook wel A2 Racer Goes USA) is een videospel dat werd ontwikkeld en uitgebracht door Davilex Games. Het spel kwam in 2002 uit voor verschillende platforms. Het spel is een autoracespel.
De speler kan racen met zes racers in Amerikaanse steden als New York, Chicago, Washington, Las Vegas en Los Angeles. In totaal zijn er elf tracks. De bedoeling van het spel is om in elke race als eerste te eindigen en zo andere banen en auto's te unlocken. Elke track bevat obstakels en schansen. De auto's proberen elkaar van de weg te drukken. Ook is er een politieauto in het spel. Met geld kunnen upgrades gekocht worden of reparaties uitgevoerd worden. De speler kan het perspectief omschakelen tussen eerste persoon en derde persoon. Het spel kan gespeeld worden in drie modi, te weten: single race, tournament trial en time trial.
Met de Windowsversie is het mogelijk om tegen elkaar te racen via het netwerk.

## Ontvangst
| Beoordeeld door      | Platform | Jaar | Score |
| -------------------- | -------- | ---- | ----- |
| PC Games (Duitsland) | Windows  | 2002 | 57%   |
| GameStar (Duitsland) | Windows  | 2002 | 54%   |